# Carollia subrufa
Carollia subrufa (Hahn, 1905) è un Pipistrello della famiglia dei Fillostomidi diffuso nell'America centrale.

## Descrizione

### Dimensioni
Pipistrello di piccole dimensioni, con la lunghezza della testa e del corpo tra 49 e 61 mm, la lunghezza dell'avambraccio tra 37 e 40 mm, la lunghezza della coda tra 5 e 12 mm, la lunghezza del piede tra 11 e 15 mm, la lunghezza delle orecchie tra 13 e 19 mm e un peso fino a 16 g.

### Aspetto
La pelliccia è corta, rada, mentre l'avambraccio è privo di peli. I peli sono ovunque tricolori. Le parti dorsali variano dal grigio al grigio-brunastro, mentre le parti ventrali sono leggermente più chiare. Il muso è allungato. La foglia nasale è ben sviluppata, lanceolata, con la porzione inferiore saldata al labbro superiore mentre i bordi laterali sono ben separati. Sul mento è presente una grossa verruca circondata da altre più piccole disposte a U. Le orecchie sono di normali dimensioni e appuntite. Le ali sono attaccate posteriormente sulle caviglie. La coda è corta, circa un terzo della profondità dell'uropatagio, il quale è privo di peli. Il calcar è corto.

## Biologia

### Comportamento
Si rifugia in grotte, canali d'irrigazione, alberi cavi, edifici e pozzi vuoti.

### Alimentazione
Si nutre di frutta di piante del genere Piper, Cecropia, Muntingia e Solanum.

### Riproduzione
Femmine gravide sono state catturate da dicembre a maggio e da luglio a ottobre.

## Distribuzione e habitat
Questa specie è diffusa dallo stato messicano di Colima attraverso il Guatemala meridionale, Honduras e Nicaragua occidentali, El Salvador fino alla Costa Rica nord-occidentale.
Vive nelle foreste decidue, foreste secche e boschi secondari fino a 1.200 metri di altitudine.

## Conservazione
La IUCN Red List, considerato il vasto areale, la popolazione presumibilmente numerosa, la presenza in diverse aree protette e la tolleranza alle modifiche ambientali, classifica C.subrufa come specie a rischio minimo (Least Concern)).